# Museo diocesano (Caserta)
Il museo diocesano di Caserta è un museo di arte sacra presente a Caserta.

## Storia
La decisione di erigere il museo Diocesano di Caserta è stata presa nel corso del 1996, quando la Conferenza Episcopale Italiana ne ha favorito l'istituzione attraverso finanziamenti provenienti dai fondi dell'otto per mille alla Chiesa cattolica. L'inaugurazione ufficiale fu celebrata il 7 febbraio 2011, ma già almeno dal 2009 la sede ha ospitato mostre d'arte contemporanea.
Come sede del Museo è stata individuata le cappelle del ss. Sacramento e del Rosario, già legate alla chiesa del SS.mo Redentore. 
La chiesa del Redentore fu costruita (1784 - 1790) in sostituzione della chiesa di san Sebastiano, nota dal 1113 e distrutta nel 1783 da un incendio. La chiesa del Redentore fu abbattuta nel 1925 per ampliare la strada e creare la vicina piazza Ruggiero.
La cappella del ss. Sacramento fu radicalmente trasformata nelle facciate in stile neo-romanico nel 1928 da Antonio Palmieri e restaurata negli interni nel 1931 da Alberto Castellani.

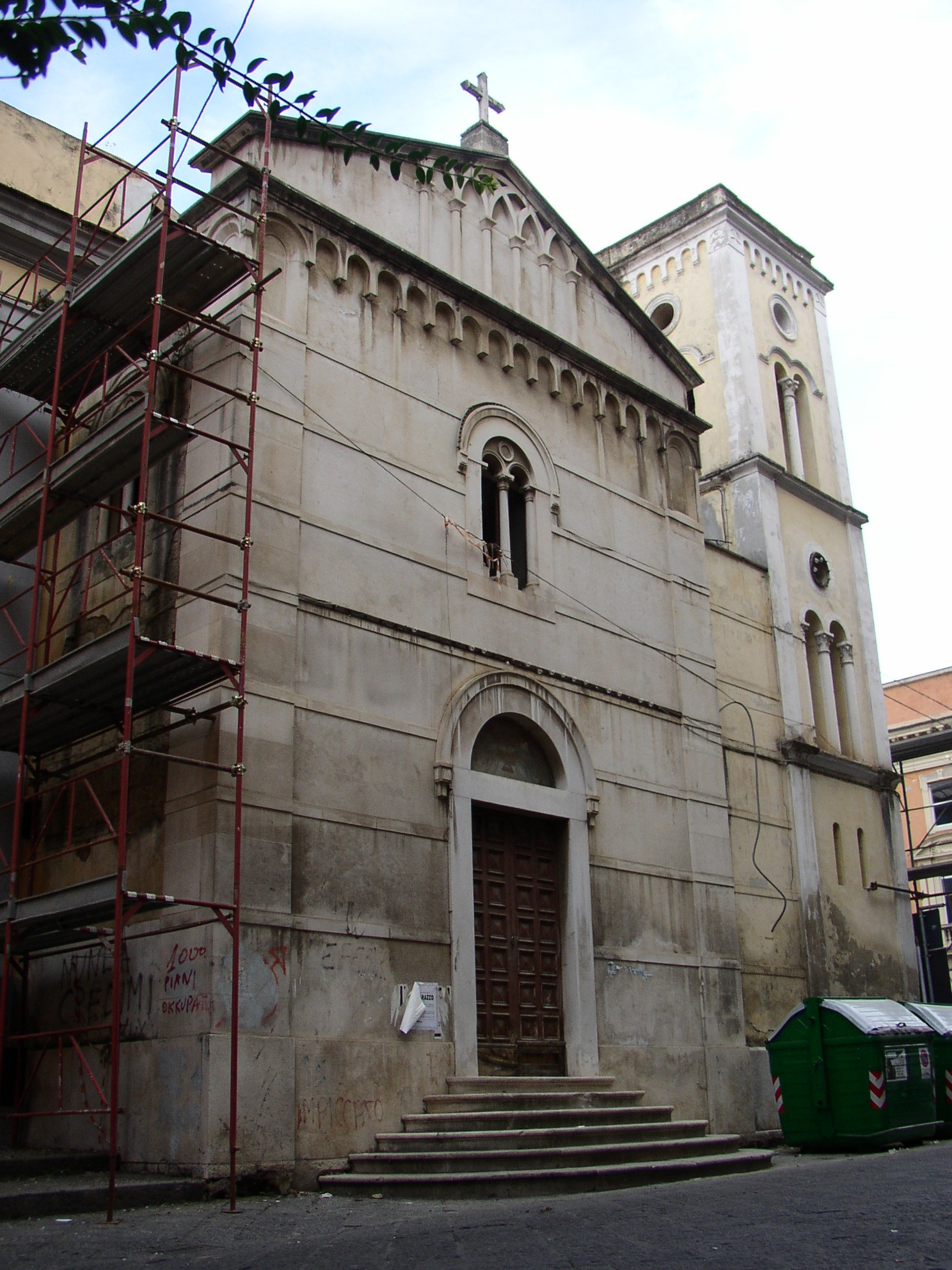
Caserta, Cappella del ss. Sacramento

La cappella del Rosario, già ristrutturata da Francesco Collecini e decorata da opere di Domenico Mondo nei decenni finali del 1700, ha perso la totalità della struttura e delle decorazioni nel 1972.
La sede principale è localizzata nel centro storico di Caserta, a poca distanza dalla cattedrale, dal palazzo vescovile e dalla reggia vanvitelliana. Una sede distaccata, sebbene non ufficialmente dichiarata tale, è ospitata in Casertavecchia, piazza vescovado, nella sede della Pro Loco "Casertantica".

## Struttura
Il museo Diocesano di Caserta documenta la tradizione artistico - religiosa del Casertano, anche se in esso non sono contenute tutte le migliori opere artistiche di cui è stata arricchita la Chiesa locale durante il suo cammino. 
Gli oggetti esposti provengono da chiese della diocesi, distrutte, chiuse o a rischio. Le opere furono inizialmente raccolte nei depositi della Curia dopo l'evento sismico del novembre 1980 per preservarli dall'incuria e tutelarli dai furti.

## Collezioni
Attualmente il museo Diocesano conta circa duecento opere tra dipinti, sculture, apparati liturgici, reliquari ed ex voto, che coprono un arco di tempo che va dal XIV al XIX secolo.
Tra i pezzi più antichi sono alcuni manufatti lapidei: reperti archeologici, frammenti scultorei dell'XI e XII secolo, lapidi del XV e del XVII secolo. La gran parte di questi è conservata nella sede distaccata di Casertavecchia e proviene dalla vicina cattedrale: si segnalano i due frammenti dell'ambone (sec. XII) e la lapide del cavaliere della famiglia Giaquinto (XIV secolo).

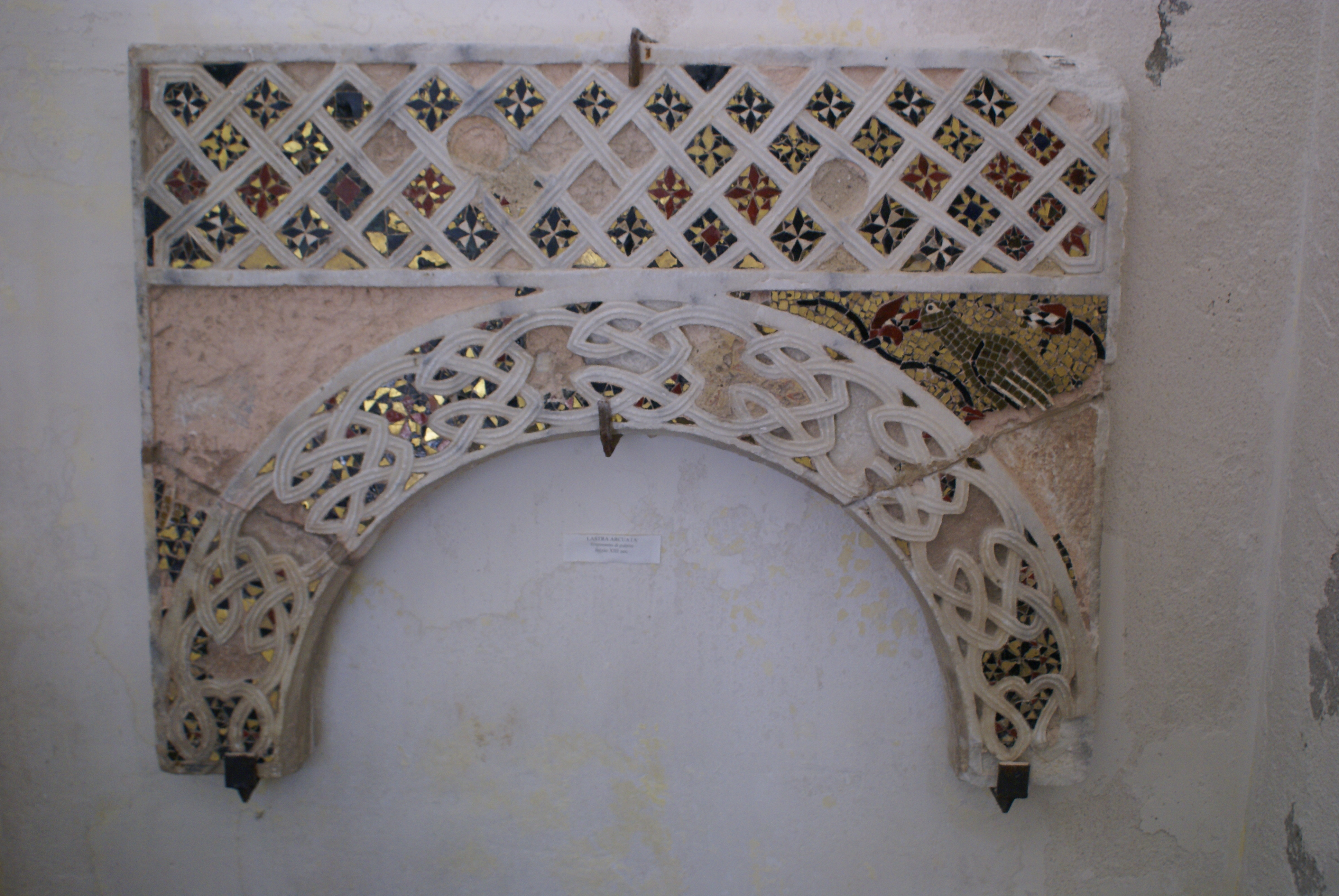
Frammento di prospetto di ambone, Casertavecchia, 1200 - 1230.

Nella sede principale sono esposte statue, dipinti e paramenti. Tra i dipinti spiccano: la tavola che raffigura santa Caterina d'Alessandria (Pompeo Landulfo, 1610 - 1620, dalla chiesa di santa Caterina oggi sant'Antonio di Caserta), la tela con san Michele arcangelo (secolo XVII, dal convento dei Cappuccini di Caserta), la tela con l'Assunzione della Vergine (secolo XVIII, ambito napoletano).
Tra le sculture di maggior rilievo sono: Redentore ligneo (secolo XVI), la Madonna con Bambino in legno dorato e dipinto (secolo XVII), il Bambino della Passione in legno policromo (secolo XVIII).

## Apertura per le visite e mostre
Il Museo apre occasionalmente. Saltuariamente ospita mostre d'arte contemporanea.